# Mieza (Hiszpania)
Mieza – gmina w Hiszpanii, w prowincji Salamanka, w Kastylii i León, o powierzchni 34,82 km². W 2011 roku gmina liczyła 248 mieszkańców.